# Сюйвэнь
Сюйвэ́нь (кит. упр. 徐闻, пиньинь Xúwén) — уезд городского округа Чжаньцзян провинции Гуандун (КНР).

## История
Уезд Сюйвэнь был создан ещё в 111 году до н.э., когда империя Хань завоевала Намвьет.
В эпоху Южных и северных династий в конце V века, когда эти места находились в составе южной империи Ци, уезд был переименован сначала в Лэкан (乐康县), а затем в Цикан (齐康县). В VI веке на северных территориях полуострова Лэйчжоу был образован ряд отдельных уездов, выделенных из уезда Цикан. После объединения китайских земель в составе империи Суй уезд Цикан был в 589 году переименован в Суйкан (隋康县), и при этом из него был выделен уезд Хайкан.
Во времена империи Тан уезд Суйкан был в 628 году вновь переименован в Сюйвэнь. Во времена империи Суй уезд Сюйвэнь был в 971 году присоединён к уезду Хайкан, но в 1171 году был воссоздан.
После того, как эти земли вошли в состав КНР, был образован Специальный район Наньлу (南路专区), и уезд вошёл в его состав. В августе 1950 года Специальный район Наньлу был переименован в Специальный район Гаолэй (高雷专区).
В 1952 году административное деление провинции Гуандун было изменено: были расформированы специальные районы, и уезд вошёл в состав Административного района Юэси (粤西行政区). В 1955 году было принято решение об упразднении административных районов, и в 1956 году уезд вошёл в состав Специального района Чжаньцзян (湛江专区).
В ноябре 1958 года уезд Сюйвэн был переименован в Лэйнань (雷南县), но уже 19 ноября 1960 года ему было возвращено прежнее название.
В 1970 году Специальный район Чжаньцзян был переименован в Округ Чжаньцзян (湛江地区).
В сентябре 1983 года город Чжаньцзян и округ Чжаньцзян были объединены в городской округ Чжаньцзян.

## Административное деление
Уезд делится на 1 уличный комитет, 12 посёлков и 2 волости.